# 500일의 썸머
《500일의 썸머》(영어: (500) Days of Summer)는 2009년 개봉한 미국의 로맨틱 코미디 영화이다.
마크 웨브 감독의 데뷔작으로 장르는 로맨스, 코미디, 드라마이며 15세 이상 관람가로, 상영시간은 95분이다. 영화가 시작하기 전 “본 영화는 허구임으로, 생존 혹은 사망한 사람과 어떤 유사점이 있더라도 완전히 우연입니다. 특히 너 제니 벡맨. 나쁜년”이라는 자막이 나오는 것으로 보아 실화를 바탕으로 제작된 영화임을 짐작해 볼 수 있다. 실제로 영화의 공동 작가인 스콧 뉴스태터가 실제 사랑 이야기를 바탕으로 쓰여진 것이라는 사실을 인정했다.
한국에서는 2010년 1일 21일에 개봉했다.

## 배역
- 조셉 고든 레빗 - 톰 핸슨(Tom Hansen)

남자 주인공. 뉴저지주 마게이트 출신이다. 특별한 누군가를 만나는 날까지 자신은 진정으로 행복해질 수 없다고 믿으며 살아왔다. 어린 나이부터 영국 팝을 접했고, 더스틴 호프만의 영화 《졸업》을 오해했기 때문에 이렇게 되었다. 건축을 전공했으나 카드 회사에서 카드 문구를 작성하는 일을 한다.
- 조이 데이셔넬 - 썸머 핀(Summer Finn)

여자 주인공. 미시간주 시네콕 출신이다. 어린시절 부모님의 결혼생활 파탄으로 두 가지만을 사랑했다. 그녀의 검고 긴 머리와 그 머리를 아무 고통없이 쉽게 잘라낼 수 있다는 사실. 사람을 사귀어 본 적은 있지만 사랑한 적은 없다고 말하는 그녀. 세상에 사랑이란 건 존재하지 않는 환상이라고 믿는다. 카드 회사에서 톰의 상사의 비서로 일하게 된다.
- 클로이 머레츠 - 레이철 핸슨(Rachel Hansen)

톰 핸슨의 여동생. 주요 이동 수단은 자전거이고, 여자 축구부에서 선수로 활동한다. 아직 미성년자이지만 수 차례의 연애 경험을 바탕으로 오빠인 톰에게 가장 객관적이고 현실적인 연애 조언을 해준다. 톰이 좋은 모습으로만 기억하고 포장하고자 했던 썸머와의 연애를 다시 되돌아 볼 수 있게 만들어주는 역할을 한다.
- 제프리 아렌드 - 맥켄지(McKenzie)

톰의 오래된 친구. 톰과 함께 카드 회사에서 일하는 동료이다. 썸머에게 "얘(톰)가 당신(썸머)을 좋아해요."라고 전달해주며 본격적으로 둘의 만남이 시작되게 한다.
- 매슈 그레이 구블러 - 폴(Paul)

톰의 오래된 친구. 톰이 썸머로 인해 힘든 시간을 보낼 때 옆에서 힘이 되어주는 조언자 역할.

## 구성
500일의 썸머는 독특한 형태의 시간 배열로 이야기를 풀어나간다. 제목에서 의미하는 것처럼 500일 동안 있었던 사랑에 관한 이야기를 그리는데, 1일부터 500일까지의 순차적인 진행이 아니라, 주인공의 회상 혹은 비슷한 사건이 있었던 날짜 등을 자유롭게 묶어 편집한 상태로 보여준다. 때문에 영화를 끝까지 보기 전까지 지금 보고 있는 장면이 정확히 어떤 의미인지 알 수 없다는 불편한 점이 있지만, 한편으론 한 차례 연애가 지나간 후에 끝나버린 연애를 매번 다른 시각으로 회상하는 인간의 기억의 방식과 유사하고 볼 수 있다. 물론 구성의 측면에서 관객의 혼동을 막기 위해 해당 사건이 며칠에 일어났는지, 짧은 애니메이션으로 표기해 준다.
488일 - 1일 - 290일 - 1일 - 3일 - 4일 - 8일 - 154일 - 11일 - 22일 - 27일 - 28일 - 31일 - 282일 - 34일 - 303일 - 45일 - 87일 - 95일 - 109일 - 118일 - 259일 - 191일 - 314일 - 321일 - 167일 - 322일 - 345일 - 402일 - 408일 - 440일 - 441일 - 441 1/2일 - 442일 - 450일 - 456-476일 - 488일 - 500일
1. 488일
두 남녀가 벤치에 앉아있다. 여자는 반지 낀 손을 남자의 손위로 포갠다.
2. 1일
등장인물인 두 남녀의 성장배경에 관한 간략한 소개가 내레이션을 통해 주어지는데, 이를 통해 두 주인공의 운명과 사랑에 대한 철학이 상반된다는 것을 알 수 있다. 1월 8일 톰은 카드 회사에서 일을 하다 사장의 비서로 들어온 썸머를 보게 된다. 톰은 썸머를 보자마자 그녀가 자신의 운명임을 직감한다. “This is a story, a boy meets a girl.” (이것은 한 남자가 한 여자를 만나는 이야기다.) “But, this is not a love story.” (하지만 이것은 사랑 이야기가 아니다.) 결말을 대놓고 스포일러를 하는 의미심장한 내레이션을 시작으로 영화의 인트로로 이어진다.
3. 290일
실연으로 힘들어하는 톰을 위로하기 위해 절친 두 명과 여동생 레이첼이 톰의 집에 모인다. 무슨 일이냐고 묻는 질문에 모든 게 다 잘 되어가고 있었다며, 썸머와의 행복한 기억을 회상하는 톰. 그러다가 갑자기 썸머가 이별을 고했다고 진술한다. 그만 잊으라는 친구들의 조언에 톰은 “그녀를 잊고 싶지 않아, 그녀를 되찾고 싶어.”라고 대답한다. 썸머와의 이별을 받아들이지 못하는 톰.
4. 1일
톰과 회사 사람들이 카드 문구에 관해 회의를 하고 있던 중 사장의 비서인 썸머가 사장에게 연락을 전하기 위해 회의실로 들어온다. 회사 동료들에게 짧게 자기소개를 하는 썸머. 그리고 그녀를 보고 한 눈에 반해버린 톰. 이후 내레이션은 썸머의 과거를 설명하며, 그녀가 대부분의 남성들에게 얼마나 매력적인 여성이었는지를 ‘썸머 효과’라는 단어로 표현한다.
5. 3일
썸머는 이미 사내에서 남자 직원들의 관심을 받고 있는 인기녀이다. 맥켄지가 톰에게 썸머는 매력적인 여자이지만, 그만큼 남자들에게 도도하다는 이야기를 전하자, 톰은 자신은 별로 관심 없으니 너나 잘해보라며 애써 관심 없는 척을 한다.
6. 4일
톰과 썸머는 우연히 같은 엘리베이터를 타게 된다. 큰 헤드폰으로 음악을 듣고 있는 톰. 헤드폰에서 새어나오는 음악을 듣고 썸머가 아는 척을 한다. “스미스? 저도 이 가수 좋아해요.” 썸머는 내리고, 톰은 자신에게 썸머가 말을 걸었다는 사실에 흥분한다.
7. 8일
회사 동료인 밀러의 약혼 파티가 있던 날. 톰은 본격적으로 썸머에게 관심을 표현하기 시작한다. 샴페인을 들고가 썸머에게 말을 걸고 서로에 대해 알아간다. 톰은 썸머에게 자신이 건축을 전공했다는 얘기를 한다.
8. 154일
썸머에게 푹 빠진 톰. 그녀의 모든 것이 사랑스럽다. 그녀의 미소, 머리카락, 무릎, 하트모양의 점, 말하기 전 입술을 핥는 것, 웃음소리, 자는 모습. 심지어 그녀를 떠올릴 때 ‘She's like a wind~’라는 음악을 듣는 것조차 사랑하게 된다. 톰은 친구들에게 썸머를 사랑한다고 이야기한다.
9. 11일
톰은 여동생과 집에서 게임을 하고 있으면서 썸머에 대해 이야기를 한다. “썸머는 마그리트와 호퍼를 좋아해.” “그녀와 바나나 피쉬에 관해 20분 동안 얘기했어.” 하지만 동생은 이렇게 얘기한다. “좀 예쁜 여자가 오빠랑 비슷한 별종이라고 영혼의 반려자가 된다는 법은 없어.”
10. 22일
“끝났어.”라며 침울해 하는 톰에게 친구들은 “뭐가 있긴 했어?”라며 답한다. 톰은 썸머와 회사에서 여러 번 마주쳤는데, 썸머가 별다른 반응을 보이지 않자 실망한다. 톰은 자신이 썸머에게 여러 번 기회를 줬다고 하지만, 알고 보면 스미스 노래 틀어놓기 정도의 아주 간접적인 제스처만을 취했을 뿐 썸머에게 관심을 갖기 위한 아무런 노력도 하지 않았다. 그렇지만 톰은 이렇게 신호를 줬는데도 썸머가 자신에게 먼저 관심을 주지 않았다는 사실에 좌절한다.
11. 27일
맥켄지가 톰에게 가라오케로 회식을 가자고한다. 톰은 거절하지만, 썸머가 온다는 사실을 알자 생각이 달라진다.
12. 28일
가라오케로 회식을 간 회사 사람들. 귀여운 율동을 곁들이며 슈슈슈 슈거타운을 부르는 썸머를 보고 톰은 다시 한 번 사랑에 빠진다. 톰과 썸머, 그리고 맥켄지는 같은 테이블에 앉아 인사를 나누는데, 남자 친구가 있냐는 질문에 썸머는 누군가의 ‘뭔가’가 되는 것이 불편하다고 대답한다. 게다가 사랑 같은 걸 믿지 않는 다는 말로 못을 박는다. 톰은 썸머의 주장에 반대하며 사랑은 존재한다며, “사랑이 느껴지면 알 수 있을 거예요.”라고 말한다. 술을 마시고 취한 맥켄지를 택시에 태우던 중 맥켄지는 톰이 썸머를 좋아한다는 사실을 썸머에게 장난스럽게 말해버린다. 맥켄지가 떠나고 남은 두 남녀. 썸머는 톰에게 정말 자신을 좋아하냐고 물어본다. “네.”라고 솔직하게 답하는 톰에게 썸머는 “친구로서?”라는 밑밥 질문을 던진다. 톰은 얼떨결에 진심을 숨기며 그렇다고 한다. 썸머는 톰에게 재미있어서 친구하고 싶다고 말하고, 결국 둘은 이날 좋은 친구가 된다.
13. 31일
회사 복사실에서 만난 썸머와 톰. 친구가 된 두 사람이지만 어딘가 어색한 분위기이다. 잘지냈냐는 톰의 인사가 끝나기도 전에 썸머가 갑작스레 다가와 키스를 한다. 그리곤 아무 일 없다는 듯이 복사실을 빠져나가는 썸머. 이날 썸머는 톰의 집까지 방문하게 된다.
14. 282일
이케아에 찾아간 톰과 썸머. 톰은 싱크대가 고장났다며 신혼부부 연기를 시작하지만 썸머는 들은 척도 하지 않는다.
15. 34일
이케아에 처음으로 찾아간 톰과 썸머. 전시된 텔레비전과 싱크대와 침대를 가지고 별 역할극을 다하면서 즐거운 시간을 보낸다. 싱크대가 고장났다는 썸머의 연기에 톰은 그럴 줄 알고 싱크대가 두 개인 집을 샀지라며 받아친다. 침대로 달려가 누운 두 남녀. 썸머는 갑자기 진지한 이야기를 하기 시작한다. “넌 정말 재밌다. 난 진지한 관계를 원하는 게 아니야, 그래도 괜찮아?” 톰은 실망하지만 그래도 일단 자기도 괜찮다며 동의한다. 손을 잡고 이케아를 걸어나가는 두 남녀. 둘은 분명 다른 생각을 하고 있다. 데이트 마지막 코스로 톰의 집에 온 썸머. 좋아하는 여자와 함께 밤을 보내게 된 톰은 ‘가벼운 관계’라며 떨리는 마음을 진정시키지만, 침대 위에 옷을 벗고 있는 썸머를 보자 모든 걱정이 사라진다.
16. 303일
썸머에게서 메일이 왔다. “...친구로 돌아갈 준비가 된 거면 좋겠는데...”
17. 45일
사내에서 전화를 하며 즐거운 사내연애를 하는 듯 보이는 두 사람.
18. 87일
레코드와 비디오 가게에 가서 데이트를 하는 톰과 썸머. 썸머는 <옥토퍼스 가든>이란 곡이 비틀즈 노래 중에 최고라고 하지만, 톰은 동의하지 않는다. 다시 썸머는 비틀즈 중에 링고스타가 제일 좋다고 얘기하지만, 톰은 “링고스타를 좋아하는 사람은 없어.”라며 썸머의 취향을 무시한다. 하지만 싸움도 잠시, 두 남녀는 성인 영화 <sweet & shower>를 빌려 보며 즐거운 한 때를 보낸다.
19. 95일
시내를 걸으며 건축에 대해 설명하는 톰. 건축가 중에 워커와 아이젠을 가장 좋아한다고 얘기하는 톰. 시내가 내려다보이는 벤치에 앉아 이곳이 톰이 가장 좋아하는 장소라는 것을 알려준다. 썸머는 자신의 팔과 펜을 내어주며 어떤 모습의 도시를 원하는지 그려달라고 하고, 톰은 썸머의 팔에 자신이 계획한 도시의 라인을 그려본다.
20. 109일
썸머의 방에 처음 들어오게 된 톰. 톰에게는 모든 것을 변화시킨 밤이었다. 그 동안 썸머에게 존재하던 벽이 무너지는 날. 자신이 썸머의 세계에 들어왔다는 사실에 대한 기대감과 함께 그녀의 개인적인 이야기를 들으며, 그 이전의 관계와는 다르게 가까워졌다는 느낌을 받는다. 썸머는 “아무한테도 한 적 없는 얘기인데”라는 말로 그 마음을 더 부추긴다. 톰은 “난 다른 사람과 다르니까.”라고 답하며 썸머에게 좀 더 특별한 사람이 되고 싶다는 마음을 내비친다.
21. 118일
썸머와의 정의내릴 수 없는 관계에 힘들어하는 톰. 동생의 경기 연습장까지 찾아가 조언을 듣는다. 여동생은 그냥 썸머에게 물어보라고 얘기하지만, 톰은 다 잘되어가고 있는데 이름표를 붙이는 것은 망하는 지름길이라며 거절한다. 동생은 “오빠가 바라지 않는 대답을 들을까봐 무서운 거야.”라고 냉정하게 말해준다. 썸머와 데이트를 하러가기 위해 운전을 하는 톰. 관계에 대한 고민에 무거운 한숨이 나온다. 결국 썸머에게 물어본다. “우리 뭐하는 거야?” 톰의 진지한 질문을 이해하지 못한 썸머는 “영화를 보러가잖아.”라고 대답한다. 다시 한 번 질문하는 톰에게 “나도 몰라, 무슨 상관이야? 난 행복해. 넌 안 행복해?”라고 묻는다. 톰은 행복하다고 대답한다. “그럼 됐네.”라는 썸머의 대답과 애교에 다시 화가 풀린 톰.
22. 259일
같이 바에 간 톰과 썸머. 톰은 바에 온 사람들의 옷에 트집을 잡고있다. “누가 저런 걸 좋아해?”라며 비꼬는 톰에게 썸머는 퉁명스럽게 “누군 좋아하겠지.”라고 답한다. 그러던 중 어떤 남자가 다가와 썸머에게 추근댄다. 썸머는 귀찮아하며 거절하지만, 톰은 그걸 보고도 말리지 않고 보고 있기만 한다. 미국은 자유 국가라며 떠나지 않는 남자. 그러다가 톰을 보고 “저런 놈이 남자친구라니 믿기지 않는구만.”이라고 말하는 순간 톰은 달려가 남자를 한 방 때린다.
결국 남자에게 두드려 맞은 톰. 바에서 나와 썸머의 집으로 온다. 하지만 썸머는 고마워하기보다는 톰에게 화가 나있다. “자길 못 믿겠어.”라는 말을 하자 톰은 “너 때문에 싸운 거야.”라고 말한다. 썸머는 “정말 나 때문에 싸운 거야?”라고 물어본다. 내일 얘기하자며 톰을 쫓아내고, 톰은 그동안 쌓여왔던 분노가 폭발한다. “우린 뭔데!” “우린 그냥 친구야.” “이건 친구를 대하는 방식이 아니지!” 썸머는 “나도 널 좋아하지만, 어떤 관계를 원하는 건 아니야.”라고 말한다. 톰은 “우린 커플이라고!” 하며 화를 내며 떠난다. 하지만 그날 밤 다시 톰의 집에 찾아온 썸머. 톰은 관계를 규정할 필요는 없지만 일정한 뭔가가 있어야 한다고 말한다. 하지만 썸머는 다시 톰에게 안기며 좋아한다고 말한다. 몸의 화해를 하는 두 사람. 이 날 두 사람은 서로의 과거에 대해 얘기한다. 특히 톰은 썸머의 전 남자친구의 이야기를 듣고 싶어하고, 결국 썸머는 모두 다 얘기해준다. (아마도 다음 날) 두 남녀는 공원에 나가 큰 소리로 ‘페니스’를 외치는 놀이를 하며 데이트를 즐긴다.
23. 191일
전시회를 갔다가 영화를 보러간다. 즐거워 보인다.
24. 314일
혼자 영화관에 온 톰. 톰을 주인공으로 한 톰의 실연에 관한 짧은 영상이 내레이션과 함께 상영된다.
25. 321일
회사 상사에게 면담을 받는 톰. 썸머는 회사를 그만두고 톰은 슬픔에 잠겨 생활한다. 상사는 ‘죽음’과 관련된 카드 문구로 일을 바꾸는 게 어떻겠냐고 제안을 한다. 톰은 그만큼 우울하고 힘든 시기를 보내고 있다. 책상 위에 올려진 “I love us”라는 카드를 보는 톰.
26. 167일
“I love us”라는 카드의 문구는 톰이 만든 것으로 썸머를 보고 생각해낸 문구였다.
27. 322일
썸머의 모든 것을 극복하지 못하자, 그녀의 모든 점이 미워 보인다. 썸머의 삐뚤삐뚤한 치아, 60년대 헤어스타일, 울퉁불퉁한 무릎, 바퀴벌레 모양으로 생긴 점, 말하기 전의 혀, 목소리도 웃음도, “she's lilke a wind~”라는 음악조차도 싫어하게 된다. 썸머와 잘 되어가던 154일에는 아름답고 예뻐 보이던 것들이지만, 이제는 모두 싫다.
28. 345일
썸머를 잊지 못하는 톰에게 친구가 비키 앨리슨이라는 여자를 소개시켜 주지만, 그 여자에게 솔직하게 맘에 들지 않음을 밝히고 헤어진 여자(썸머)에 대해 신세한탄을 한다. 썸머와의 추억을 되새기면서 둘 사이의 문제가 뭐였는지 그 징후를 찾기 시작한다. 분명 아무 이상도 없다고 얘기했던 순간들이 다른 각도에서 보여진다. 그러자 비키는 톰에게 묻는다. “그녀가 바람을 폈나? 당신을 이용해먹었나? 남자친구는 원하지 않는다고 분명 말했지?” 썸머는 계속해서 톰에게 남자친구를 원하지 않는다고 말했고, 톰도 이 사실에 동의하며 썸머를 만나왔던 것일 뿐이었다. 그래도 톰은 썸머를 잊지 못하고 썸머와 함께했던 가라오케에 가서 노래를 부른다. 이 모습을 보고 비키는 떠난다.
29. 402일
산타바바라행 기차를 타는 톰. 회사 동료 밀리의 결혼식에 가고 있다. 기차 안에서 우연히 썸머를 발견한다. 모르는 척 하려고 했지만, 심장이 내려앉는다. 애써 태연한 척 자리에 가서 앉지만, 이미 눈이 마주친 둘. 썸머는 먼저 톰에게 다가가 아는 척을 한다. ‘행복의 건축’이란 책을 들고 있는 톰을 보며 관심을 보이는 썸머. 어색한 분위기 속 썸머는 커피 한 잔 하러 가자고 한다. 둘은 커피를 마시면서 웃으며 이야기를 나눈다. 어느덧 도착한 결혼식장. 예쁘게 드레스와 슈트를 차려입은 두 남녀. 썸머는 결혼식에서 부케를 받는다. 그런 그녀의 모습을 지긋이 바라보는 톰. 두 사람은 같이 춤도 추며 낭만적인 밤 분위기에 취해 행복한 시간을 보낸다. 그러던 중 썸머는 며칠 후에 있을 자신의 파티에 톰을 초대한다.
30. 408일
설레는 마음으로 썸머의 파티에 가는 톰. (기대와 현실을 두 화면으로 나누어서 동시에 보여준다. 잔인함을 배가시키는 화면 구성이다.) 톰은 썸머의 파티에 가서 환영받고 썸머와 오붓한 시간을 보내리라 기대하지만, 막상 그는 여러 손님 중 한 명일 뿐이다. 그리고 썸머가 네 번째 손가락에 낀 반지를 다른 사람에게 보여주는 장면을 목격하는 톰. 그걸 보고 현실을 깨달은 톰은 파티에서 도망치듯 뛰어나온다.
31. 440일 441일
아침 7시. 알람을 듣고 일어나는 톰.
32. 441 1/2일
폐인 생활을 하는 톰. 걸어가는 다정한 커플에게 아주 방이나 잡으라며 횡포를 부린다.
33. 442일
여전히 폐인 생활을 하는 톰. 회사에도 지각하기 일쑤다. 회사 동료 중 한 명이 희망찬 문구에 대해서 발표한 것에 대해 의견을 묻자 엄청난 비난을 날린다. 톰은 사람들이 자신의 감정이나 두려움 등을 말할 수 없을 때 카드를 산다고 말하면서, 적어도 카드를 보내는 사람이면 자기가 하고 싶은 말을 하게 해야 한다고 열변을 토한다. 그러다가 난데없이 “사랑이 위대해?”라고 화를 내며 “사랑에 무슨 의미가 있냐?”며 사랑에 대해 비난한다. 세상에 존재하는 모든 카드, 영화, 노래들이 모두 거짓말이라며, 사람들은 이 거짓말들에 대해 책임을 져야 한다고 말한다. 그러곤 회사를 그만 두겠다며 회의실을 박차고 나간다.
34. 450일
“썸머를 특별한 사람이라고 여기는 건 아는데, 난 아니라고 봐. 그냥 좋은 것만 기억하는 거야. 다시 돌이켜보면 알게 될 거야.” 레이첼의 조언을 바탕으로 다시 자신의 연애를 회상해보는 톰. - 5시에 하는데 영화가 보고싶냐는 톰. 썸머는 보고싶다며 무심하게 대답한다. 영화를 보고 우는 썸머를 보고 톰을 이해하지 못한다. - 레코드숍에서 자기가 선물한 시디를 듣지 않았다는 썸머에게 실망한다. 그리곤 썸머의 취향인 링고스타에 대해 놀리는 톰. 그런 톰이 썸머의 손을 잡으려고 하자 거부하는 썸머. - 뭐하고 싶냐고 묻는 톰, 그냥 쉬자는 썸머에게 굳이 뭐를 먹으러 가자고 한다. 팬케이크를 먹으러 간다. 이렇게 과거를 돌이켜 보며 둘 사이에 좋지 않았던 순간도 많았다는 것을 느낌. 한 순간에 썸머의 변덕으로 헤어지게 된 것이 아니라 서로를 이해해주지 못한 여러 사건들이 있었음을 알게 된다.
35. 456-476일
그동안 방에 있던 것들을 정리하는 톰. 본격적으로 건축일에 몰두한다. 건축공부를 열심히 하고, 새로운 회사에 면접을 보러 부지런히 다닌다. 하지만 여러 군데 낙방을 하고, 그래도 포기하지 않고 계속 건축일을 한다. 그 사이 썸머는 누군가와 결혼을 한다.
36. 488일
회사에 면접을 보러간 톰. 작품을 제출하고는 톰이 가장 좋아하는 공원의 벤치에 올라가 시내를 내려다본다. 그러다 뒤에서 갑자기 썸머가 톰을 부른다. 여기 오면 만날 수 있을 것 같았다는 그녀. 톰을 보기 위해 여기에 왔다. 아무렇지 않게 결혼했냐고 묻는 톰. 썸머는 그렇다고 대답한다. 하지만 톰은 아직도 이해가 되지 않는다는 듯이 썸머에게 묻는다. 밀러의 결혼식에서 왜 말해주지 않았는지, 같이 춤을 춘 것은 왜 그랬던 건지. 썸머는 “그러고 싶었으니까.”라는 무책임한 대답을 한다. 사랑에 회의적인 사람으로 변해버린 톰은 썸머를 보며 “니 말을 들었어야 했어, 운명이니 영혼의 반려자니 이런 건 없어...”라고 말한다. 그런 톰을 보며 썸머는 웃는다. 그러곤 자신의 남편을 만나게 된 일을 얘기해준다. “도리안 그레이를 읽고 있는데, 어떤 남자가 나에게 와서 책에 대해 물어봤어. 이제 그가 내 남편이고. 만약 내가 영화를 보러갔더라면? 점심을 다른 곳에서 먹었더라면? 10분 늦게 도착했더라면? 그건 예정되어 있던 거야 톰. 톰, 네가 옳다고 생각했어.” “네(톰)가 옳았어, 내(썸머)가 틀렸고.” 사랑은 존재하지 않다고 말하던 썸머가 오히려 운명은 존재한다며 말을 하고 있고, 톰은 오히려 그런 건 없다고 말하는 상황.
37. 500일
5월 23일 수요일. 면접을 보러간 톰. 면접을 기다리던 중에 또 다른 면접자인 어떤 여자가 말을 건다. “앤젤러스 플라자 간 적 있어요? 거기서 본 것 같아요.” 자기는 본 적이 없는 것 같다는 톰에게 “주위를 보지 않았겠죠.”라고 말하는 여자. 신기한 듯 여자에게 약간의 호감을 느끼는 듯 하지만, 얼마 지나지 않아 면접장이 톰의 이름을 부른다. 면접을 보러 들어가는 와중 썸머를 통해 우연도 운명도 없다는 마음이 가득한 톰의 믿음에 약간의 예외가 생긴다. 다시 돌아가 면접 끝나고 차라도 한 잔 하자며 말을 건다. 하지만 선약이 있다며 거절하는 여자. ‘예외란 없군’이라고 생각하며 면접장에 다시 돌아가는 톰을 여자가 불러세운다. “좋아요. 안될 게 뭐 있어요.” 그리고 여자는 “반가워요, 저는 어텀이에요.”라고 소개한다.
다시 1일.

## 음악
500일의 썸머는 영화 곳곳에 다양한 음악들을 효과적으로 사용하고 있다. 사소해 보이지만 사실은 꽤 중요한 비중을 차지한다. 음악들은 단순히 장면의 순간적인 분위기를 위한 배경음악 정도로 쓰이는 것이 아니라, 등장 인물들의 음악적인 취향을 알 수 있을 정도로 다양한 장르의 곡들이 스토리 속에 언급된다. 두 주인공이 학창시절 어떤 노래를 들었는지부터, 노래를 통해 만나고, 노래를 들으며 사랑하는 사람을 떠올리고, 가끔은 가라오케에 가서 노래를 부르기도 하고, 가끔은 서로의 노래 취향을 가지고 다투기도 한다.

처음 톰과 썸머가 말을 트게 된 것도 톰이 듣고 있던 곡이 헤드폰 밖으로 흘러나오면서 ('Driving in your car, Oh please don't drop me home...') 시작되는데, 그 곡이 The Smith(더 스미스)의 "There is a light that never goes out"이란 곡이다. 썸머는 자신도 스미스를 좋아한다며 직접 한 구절을 부르기도 한다. ('To die by your side is such a heavenly way to die...') 이후 톰은 이 곡을 두 사람의 연결다리 역할을 하는 곡이라고 생각하고, 자신에게 추가적인 관심을 주지 않는 썸머를 떠보기 위해 사용하기도 한다. 썸머가 퇴근하는 동선에 앉아 스미스의 노래 "Please, Please, Please, Let Me Get What I Want"를 트는 것이다. 하지만 썸머는 더 이상 이 노래 때문에 톰에게 관심을 주진 않는다.

이후 두 사람은 회사 회식으로 가라오케가 있는 바에서 다시 만난다. 그곳에서 썸머는 슈거타운이라는 노래를 부른다. ('I got some troubles but they won't last. I'm gonna lay right down here in the grass. And pretty soon all my troubles will pass. Cuz I'm in sususu, sususu, susususususu, sugar town') 이 곡은 낸시 시나트라(Nancy Synatra) "Sugar town" 이란 곡으로 썸머의 근심 걱정없는 독특한 이미지가 가사와 비슷하다. 썸머의 숨겨진 귀여움까지도 보여주는 곡이다. 톰은 귀여운 율동을 곁들이며 노래를 부르는 썸머를 보고 다시한번 사랑에 빠진다. 노래를 부르고 내려온 썸머와 톰과 그의 친구 맥켄지는 같은 테이블에 앉아 인사를 나눈다. 썸머는 bruce springsteen(브루스 스프링스틴)의 Born to run이란 곡을 부르려고 했지만, 그 노래가 없다고 해서 슈가타운을 불렀다고 한다. 썸머는 브루스 스프링스틴의 이름을 따 고양이의 이름을 브루스라고 지었다고 말한다. 이런식으로 영화 중간에 주인공들의 음악취향을 알 수 있는 다양한 대사들이 나온다. 썸머의 추천으로 톰도 한 곡을 부르게 되는데 메간 스미스(Meaghan Smith)의 "Here Comes Your Man"이란 곡을 부른다.('Outside there's a box car waiting, Outside the family stew, Out by the fire breathing, Outside we will wait till our face turn blue, I know the nervous walking, I know the dirty beard ha ha haging, Out by the box car waiting, take me away to nowhere plains, there's a wait so long, Here comes your man...') 이 노래의 원곡은 픽시스(Pixies)가 불렀다. 노래를 마친 톰과 썸머는 이전보다 많이 친해진것처럼 보인다. 다정하게 바에 앉아 허밍을 하며 어떤 노래의 제목을 찾고 있다. '전격 Z작전'이란 티비 프로그램의 메인 테마송인데, 영화 속 두 남녀는 곡의 이름을 찾지 못하지만 이 곡은 글렌 에이.라슨과 스투 필립스(Glen A. Larson and Stu Phillips)가 부른 "Knight Rider"란 곡이다. 이렇게 두 사람은 같은 취향의 추억을 음악을 통해 공유한다. 이쯤되면 감독과 작가가 왜 하필 회식장소를 가라오케 장비가 있는 장소로 잡았는지 느낌이 온다. 만남단계에서 두 사람의 관계를 시작하고 발전시켜주는 계기가 되는 것이 음악이었기 때문이다. 그들은 비슷한 음악취향을 가지고 있고, 서로를 알아가고 가까워지는 촉매제로 음악을 계속 사용한다. 추가적으로 맥켄지도 역시 가라오케에서 한 곡을 부르는데, 리 그린우드(Lee Greenwood)의 "God Bless the USA"란 곡이다. 하지만 몇 소절 부르지 못하고 술에 취해 쓰러지고만다.
톰이 한창 썸머를 떠올리며 그녀의 모든 것이 사랑스럽다고 말할 때 패트릭 스웨이즈(Patrick Swayze)의 "She's like the wind~"를 듣는다고 했다. 하지만 그녀의 모든 점이 미워보이기 시작할 때 이 노래를 듣는 것이 싫다며 소리치기도한다. 썸머와 헤어지고 새로운 여자와 소개팅을 하게 된 톰은 썸머와 함께였던 가라오케를 가서 술에 취한채 클래시(The clash)의 "Train in Vain(Stand by me)"을 열창한다. 이 모습을 보고 소개팅녀는 질려서 떠나버리고 만다.

재미있는 점은 제작자가 음악과 영화의 내용을 맞추기 위해 노력했다는 모습이 곡의 제목(과 가사)에서 드러난다는 점이다. (일차원적인 선곡이라고 생각할 수 도 있으나, 곡의 외형적인 분위기만 맞춘 것보다는 의미있다고 생각한다.
1) 레지나 스펙터(Regina specktor)의 곡을 예로 들면, 오프닝 때 톰과 썸머의 어린시절을 띄워주면서 Us (우리들)이라는 제목의 곡을 튼다. 가사의 내용은 우리(의 동상)를 보기 위해 사람들이 모여든다는 내용인데, 남자와 여자 두명을 영화의 주인공으로 두고 있는, 그리고 그들을 바라보는 영화의 틀과 잘 맞는 곡이다. 영화의 후반부에 톰이 기대에 부푼 마음으로 썸머가 초대한 파티에 가는 장면에서는 Hero(영웅)라는 곡이 나오는데, 가사는 다음과 같다. I'm the hero of the story (나는 이야기의 주인공이야) Don't need to be saved (구원받을 필요 없어) No one's got it all (다 가질 순 없어) 영화의 주인공인 톰이 썸머를 쟁취하는 영웅이 된 톰의 기대(expectation화면)와는 다르게 현실은 참담하다. 톰은 썸머의 사랑 조차 얻지 못한 주인공일 뿐이다. 마치 가사에서의 영웅처럼 모든 사람을 구해내야 할 본인이 오히려 무기력하게 누군가의 구원을 기다려야만 하는 위치에 놓이게 되는 것처럼.
2) 가라오케에서 불렀던 톰의 두 곡 역시 대조적인데, 처음은 'Here comes your man' 여기 너의 남자가 온다라는 제목의 노래(물론 원곡의 가사내용은 사랑과는 상관이 없다.)를 불렀던 것과 달리 헤어진 후에는 'Train in vain'이라는 사랑에 대한 의심과 상실에 관한 노래를 부른다. 'You say you stand by your man (너는 네 남자 옆에 있을 거라고 말하지) Tell me something I don't understand (뭐라고 말해봐, 난 이해가 안가니까) You said you love me and that's a fact (넌 나를 사랑한다고 사실이라고 말했잖아) And then you left me (그리곤 넌 나를 떠났지) Did you stand by me? (내 옆에 있었니?) No, not at all (전혀, 아니었지) Did you stand by me? (내 곁에 있었니?) No way (전혀)'

### OST 앨범
500days of summer
아티스트: Mychael Danna, Rob Simonsen'
장르: 영화음악
발매일: 2009.12.18
배급: Warner(Korea)
1. Main Title
2. Trouble
3. Things Were Going So Well
4. I Want To Get Her Back
5. Anal Girl
6. Friends
7. Ikea
8. After Dance
9. Serious
10. 87
11. Arm Drawing
12. Nobody Can
13. Art Gallery
14. New Wave
15. I Love Us
16. Blind Date
17. I'm Not Going
18. Train Ride Home
19. Sketching Again
20. To The Architect

## 취향
영화에서 표현하는 '사랑'은 사실 두 사람의 '취향'과 비슷하다. 서로의 취향을 얼마나, 어떻게 이해해주는지, 자신의 취향을 강요하는지 등의 모습은 두 사람이 사랑하는 방식과 닮았기 때문이다. 처음 톰과 썸머가 만나게 되는 계기도 역시 같은 취향을 가졌기 때문이다. '스미스'라는 가수를 두 사람이 모두 좋아하기 때문에 둘은 만날 수 있었다. 썸머는 스미스를 좋아하는 톰에게 '훌륭한 취향을 가졌다며.' 장난스런 칭찬을 건네며 말을 튼다. 이 날을 계기로 톰은 마음 속으로 바라만 보던 썸머에게 완전하게 빠져버린다. 사랑을 시작하게 된 것이다. 두 사람이 만나는 중에도 썸머는 계속해서 톰의 취향에 관해 물어보고 공감하며 이해해준다. 특히 톰이 건축을 전공했고, 카드 회사 일보단 건축가로 살고 싶다는 사실을 알아채고는 톰의 꿈을 지지해준다. 잘 나온 건축 설계가 있는지 물어봐주기도 하고, 같이 시내 데이트를 나갔을 때 톰이 보여주는 건물들의 설명을 관심있게 들어준다. 또한 뒷 동산 벤치에 올라가 시내 전경을 바라보며 자신의 머릿속 설계를 마구 설명하는 톰에게 자신의 한 팔을 내어주며 여기에 직접 그려보라고 말하기도 한다. 톰의 꿈을 인정하고 적극적으로 옹호해주는 것이다.
하지만 톰은 썸머의 취향에 대해 이런 태도를 보이지 않는다. 예를 들어 두 사람이 레코드샵으로 데이트를 갔을 때, 비틀즈 중에서 링고스타를 좋아한다는 썸머를 보고, '세상에 링고스타를 좋아하는 사람은 없어'라며 놀린다. 이후 헤어지는 날 같이 레코드 샵에 갔을 때에는 시무룩한 썸머의 얼굴에 링고스타 레코드판을 들이밀며 웃기도한다. 톰은 타인의 취향에 관해 자신의 기준으로 평가하는 모습을 한번 더 보이는데, 같이 바에 간 날 바에 온 여자들의 패션에 관해서도 비방하는 식으로 얘기를 한다. 톰이 썸머를 욕한것도 아니지만 썸머는 어쩐지 그 발언에 발끈하며 그 여자들을 옹호해준다. 같이 더스틴 호프만의 영화 '졸업'을 보러간 날 결말 장면을 보고 울음이 터진 썸머를 톰은 전혀 이해하지 못한다. 그녀를 위로하기 보다는 도저히 왜 우는지 모르겠다는 얼굴로 그녀를 바라본다. 참고로, 영화의 앞 부분에 두 주인공의 어린시절을 짧게 다루면서, 운명적인 사랑을 기대하는 톰의 사고방식은 영화 '졸업 (1967년 영화)'을 오해하면서 생겼다고 말하는 장면이 나온다. 톰은 '졸업'의 두 남녀가 현실의 모든 어려움을 극복한 운명적인 사랑을 한다고 이해했을 것이다. 하지만 썸머는 이해받지 못하고, 사랑을 하지 못하는 여자 주인공의 입장을 떠올리고, 아마도 그에 자신의 입장을 비춰보면서 울음을 터트렸을 것이다.
결국 이 둘은 헤어진다. 그런데 사랑을 할 수 없을 것 같던 썸머에겐 사랑이 찾아온다. 카페에서 책을 읽고 있는 그녀에게 작가인 '도리안 그레이'에 관해 물어봐 주었다는 것이다. 결국 썸머는 그녀의 취향을 이해해주고 공감해줄 수 있는 누군가와 사랑에 빠지게 된 것이다. 마치 톰이 처음 '스미스'에 관해 물어봐 준 썸머에게 사랑에 빠진 것처럼 말이다.